# Phyllanthus fimbricalyx
Phyllanthus fimbricalyx är en emblikaväxtart som beskrevs av Ping Tao Li. Phyllanthus fimbricalyx ingår i släktet Phyllanthus och familjen emblikaväxter. Inga underarter finns listade i Catalogue of Life.